# Убийство в Эбби-Грейндж
«Уби́йство в Э́бби-Грейндж» (англ. The Adventure of the Abbey Grange) — детективный рассказ английского писателя Артура Конан Дойла. Был написан в 1904 году. Входит в сборник «Возвращение Шерлока Холмса». В рассказе действует сыщик Шерлок Холмс. На русский язык перевёл Л. Я. Боровой. В некоторых русских переводах рассказ носит название «Красный шнур» (Н. С. Войтинской), или «Красный шнурок» (Е. Н. Ломиковской, А. Н. Соболева).

## Сюжет
Холмс будит Ватсона рано утром, потому что им нужно спешить на место убийства в Эбби-Грейндж в Чизилхерсте. Сэр Юстес Брэкенстолл был убит, вероятно, грабителями. Инспектор Стэнли Хопкинс считает, что это дело известной банды Рэндолов, отца и двух сыновей.
По прибытии в Эбби-Грейндж детектив находит леди Брэкенстолл с кроводтёком над глазом — последствием удара, полученного во время инцидента минувшей ночью.
Леди Брэкенстолл говорит Холмсу, что её брак не был счастливым. Сэр Юстас Брэкенстолл был грубым алкоголиком. Кроме того, леди Брэкенстолл было трудно адаптироваться к жизни в Англии после жизни в родной Австралии, которую она оставила 18 месяцев назад. Она была замужем около года.
Около одиннадцати часов леди Брэкенстолл проверяла дом, прежде чем пойти спать. В одном окне она увидела пожилого мужчину с двумя младшими позади него. Он ударил её в лицо, после чего она упала и потеряла сознание. Когда она очнулась, то обнаружила себя привязанной к дубовому креслу с кляпом во рту. Она увидела как сэр Юстас вошел в комнату с палкой и бросился на злоумышленников. Один из них ударил и убил его.
Тело сэра Юстаса по-прежнему лежало на месте убийства. Металлическая кочерга, которой было совершено преступление, была согнута, что свидетельствует о силе злоумышленника. Служанка Тереза рассказала, что сэр Юстас регулярно оскорблял и нападал на жену, особенно когда был пьян.
Холмс анализирует узлы на шнуре, которым была связана леди Брэкенстолл. Когда снимали шнур, должен был раздаться звонок на кухне. Однако было уже поздно, служанок не было в доме хозяев, поэтому звонок никто не слышал.
Внимание Холмса привлекают полупустая бутылка вина и стаканы. Пробка была извлечена штопором из многофункционального ножа, и только на одном бокале остались следы нападающего.
Детектив с Ватсоном едут в Лондон, как вдруг Холмс говорит, что они едут обратно. Ожидая нужный поезд, Холмс приходит к следующим выводам:
- Описание банды Рэндолов было хорошо известно, поэтому каждый мог сказать, что именно она напала на него;
- Грабители до этого случая долго не совершали других преступлений;
- Это было раннее время для воров;
- Странно, что они ударили леди Брэкенстолл, чтобы заставить её не кричать, когда, скорее всего, удар должен был стать причиной её крика;
- Странно, что они прибегли к убийству, тогда как они втроём могли бы легко одолеть сэра Юстаса;
- Странно, что они не ограбили дом;
- Странно, что они не выпили бутылку с вином полностью.

Холмс обращает внимание Ватсона на бокалы. Наличие осадка только в одном из них безусловно свидетельствует, что только два человека пили вино, налив напиток и в третий бокал, чтобы сделать вид, будто вино пили три человека. Из этого Холмс делает вывод, что леди Брэкенстолл и её служанка солгали.
По возвращении в Эбби-Грейндж Холмс находит дополнительные доказательства того, что «грабителями» были точно не Рэндолы. В частности, то, что узлы, оставленные после преступления, были морскими.

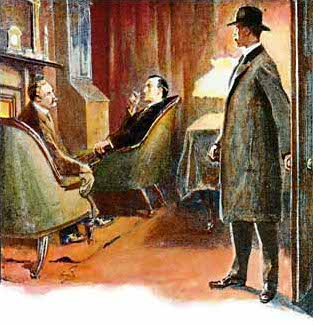
Холмс, Ватсон и Кроукер

Холмс начинает искать моряка, который был влюблён в леди Брэкенстолл ещё до отъезда из Австралии.
Инспектор Хопкинс сообщает, что украденное серебро было найдено на дне пруда, и что банда Рэндел была арестована, но в Нью-Йорке.
Тем временем Холмс находит моряка, капитана Кроукера. Детектив просит рассказать, что произошло в Эбби-Грейндж в ту ночь, хотя почти всё ему уже известно.
Кроукер любит Мэри (леди Брэкенстолл). Он пришёл повидаться с ней, когда сэр Юстас ворвался в комнату и оскорбил Мэри, бил её, а затем набросился на него с палкой. Произошла драка, и Кроукер убил Брэкенстолла в целях самообороны. Понимая, что Кроукер совершил преступление, моряк, леди Брэкенстолл и служанка Тереза придумали историю.
Холмс предлагает Кроукеру убежать, но тот отказывается покидать Мэри. Тогда детектив решает сам судить Кроукера, объявляет того невиновным и советует вернуться к своей избраннице через год, доказав примерной жизнью справедливость вынесенного приговора.

## Экранизации
Рассказ был экранизирован в одной из серий телесериала «Шерлок Холмс» на канале BBC в 1965 году, а также в одном из эпизодов телесериала The Return of Sherlock Holmes от Granada Television в 1986 году.